# Arsenal Kiev
Arsenal Kiev (Oekraïens: ФК Арсенал Київ) is een Oekraïense voetbalclub uit de hoofdstad Kiev. Een andere schrijfwijze is Arsenal Kyiv.
De club werd in 1993 opgericht als Niva-Borisfen Mironovka en veranderde een jaar later de naam in CSKA-Borisfen Borispol, in 1995 in CSKA-Borisfen Kiev en in 1996 in FK CSCA Kiev. De naam Arsenal Kiev werd in 2001 aangenomen.
Sinds seizoen 1995/96 speelt de club in de Eerste Klasse. De club bereikte 2 keer de finale van de beker maar verloor respectievelijk van Dynamo Kiev en Sjachtar Donetsk.
In het eerste seizoen werd de club meteen 4e. De volgende seizoenen waren een stuk minder en in 1999 werd de club 7e. Na nog 2 goede seizoenen ontsnapte de club maar net aan de degradatie in 2002. Het volgende seizoen werd de club 5e. Daarna belandde de club in de middenmoot.
De eerste Nederlandse speler van Arsenal Kiev werd Sendley Sidney Bito. Hij kwam in de zomer van 2007 transfervrij over van Stal Altsjevsk.
Op 30 oktober 2013 vroeg de club het faillissement aan. De club maakte in januari 2014 een doorstart en speelde als amateurclub in de regionale competitie rond Kiev. In 2016 kon de club terug naar de tweede klasse promoveren. In 2018 werd Arsenal Kiev kampioen in de Persja Liha en promoveerde terug naar het hoogste niveau.
Na de degradatie in 2019 is de club niet meer uitgekomen in de 2e c.q. de 3e liga.

## Erelijst
- Oekraïense voetbalbeker

Finalist: 1998, 2001
- Persja Liha

2018

## In Europa
Uitslagen vanuit gezichtspunt Arsenal Kiev
| Seizoen | Competitie    | Ronde | Land                          | Club               | Totaalscore | 1e W     | 2e W    | PUC |
| ------- | ------------- | ----- | ----------------------------- | ------------------ | ----------- | -------- | ------- | --- |
| 1998/99 | Europacup II  | 1R    | Vlag van Ierland              | Cork City          | 3-2         | 1-2 (U)  | 2-0 (T) | 1.0 |
|         |               | 2R    | Vlag van Rusland              | Lokomotiv Moskou   | 1-5         | 0-2 (T)  | 1-3 (U) | 1.0 |
| 2001/02 | UEFA Cup      | Q     | Vlag van Finland              | FC Jokerit         | 4-0         | 2-0 (T)  | 2-0 (U) | 5.0 |
|         |               | 1R    | Vlag van Servië en Montenegro | Rode Ster Belgrado | 3-2         | 3-2 (T)  | 0-0 (U) | 5.0 |
|         |               | 2R    | Vlag van België               | Club Brugge        | 0-7         | 0-2 (T)  | 0-5 (U) | 5.0 |
| 2012/13 | Europa League | 3Q    | Vlag van Slovenië             | ND Mura 05         | 2-3         | 0-3R (T) | 2-0 (U) | 1.0 |

Totaal aantal punten voor UEFA coëfficiënten: 7.0

## Bekende (oud-)spelers
- Seweryn Gancarczyk
- Sendley Sidney Bito
- Veli Lampi
- Eric Matoukou